# 2001 (альбом)
2001 —  другий студійний альбом американського репера та продюсера Dr. Dre, який вийшов 16 листопада 1999 року на лейблах Aftermath Entertainment та Interscope Records. На альбомі також представлені такі репери, як Snoop Dogg, Hittman, Eminem, Xzibit, Nate Dogg та інші. Альбом був продюсований переважно Dr. Dre і Mel-Man, а також Lord Finesse. Ця платівка — продовження альбому 1992 року,The Chronic, що став класикою хіп-хопу. Альбом дебютував під номером 2 в американському чарті Billboard 200, продавши 516,000 копій за перший тиждень. Вже у 2000 році альбом 2001 був удостоєний шестиразової платинової сертифікації. Станом на серпень 2015 року в США було продано понад 7,8 млн копій альбому. 2001 отримав загалом позитивні відгуки від критиків, багато з яких високо оцінили постановку та музику, хоча деякі вважали тексти пісень неприйнятними.
Спочатку альбом мав назву Chronic 2000 але його довелося перейменувати на 2001, оскільки в травні 1999 року лейбл Death Row Records випустив збірку Chronic 2000: Still Smokin.

## Сингли
З альбому вийшло три сингли: «Still D.R.E.», «Forgot About Dre» і «The Next Episode». Інші треки «Fuck You», «Let's Get High», «What's the Difference» і «Xxplosive» не виходили офіційно як сингли, але отримали деякі радіоефіри, що призвело до їх потрапляння в чарти Hot R&B/Hip-Hop Songs. «Still D.R.E.» вийшов як головний сингл у жовтні 1999 року. Він досяг 93 місця в Billboard Hot 100, 32 місця в Hot R&B/Hip-Hop Songs і досяг 11 місця в Hot Rap Singles. У березні 2000 року вона посіла шосте місце в британському чарті синглів. 2000 року пісня була номінована на премію «Греммі» за найкраще реп-виконання дуетом або групою, але програла «You Got Me» The Roots і Еріки Баду.
«Forgot About Dre» вийшов як другий сингл у 2000 році і, як і попередній сингл, став хітом у багатьох чартах. Він досяг 25 місця в Billboard Hot 100, 14 місця в Hot R&B/Hip-Hop Singles & Tracks і 3 місця в Rhythmic Top 40. У червні 2000 року він досяг сьомого місця в британському чарті синглів. Супровідне музичне відео виграло нагороду MTV Video Music Award за найкраще реп-відео у 2000 році. Пісня виграла в номінації на найкраще реп-виконання дуету чи групи на премії «Греммі» 2001 року.

## Комерційний успіх
Під час ажіотажу епохи ню-металу гурт Korn не дозволив Dr. Dre потрапити на перше місце в Billboard 200 зі своїм альбомом Issues, який розійшовся тиражем 575,000 копій за перший тиждень. Як наслідок, альбом дебютував під номером 2 у чарті з продажами в 516,000 копій за перший тиждень. Він також посів перше місце в чарті Top R&B/Hip-Hop Albums. Альбом мав успіх у Канаді, де він посів 2 місце в чартах. Запис мав помірний успіх у Європі, досягнувши 4 місця у Великій Британії, 7 місця в Ірландії, 15 місця у Франції, 17 місця в Нідерландах і 26 місця в Норвегії. Він досяг 11 місця в чарті альбомів Нової Зеландії. Наприкінці 2000 року альбом був номером 5 у Billboard Top Albums і номером один у Top R&B/Hip-Hop Albums. 2003 року він знову увійшов до хіт-парадів, досягнувши 61 позиції в Топ-75 альбомів Великої Британії та 30-ї позиції в Топ-75 альбомів Ірландії. 21 листопада 2000 року альбом був вже шість разів платиновий. Це найпродаваніший альбом Доктора Дре, оскільки його попередній альбом, The Chronic, був тричі платиновим. Станом на серпень 2015 року в США було продано 7,800,000 копій альбому.

## Список композицій
- Усі пісні спродюсовані Dr. Dre та Mel-Man, за винятком «The Message», продюсером якої є Lord Finesse.

| #   | Назва | Автор                                                                             | Тривалість |
| --- | --- | --------------------------------------------------------------------------------- | ---------- |
| 1.  | «Lolo (Intro)» (за участю Xzibit і Tray Deee)                                                            |                                                                                   | 0:41       |
| 2.  | «The Watcher»                                                                                            | Andre Young Marshall Mathers                                                      | 3:26       |
| 3.  | «Fuck You» (за участю Devin the Dude і Snoop Dogg)                                                       | Young Brian Bailey Devin Copeland Calvin Broadus                                  | 3:25       |
| 4.  | «Still D.R.E.» (за участю Snoop Dogg)                                                                    | Shawn Carter Scott Storch                                                         | 4:30       |
| 5.  | «Big Ego's» (за участю Hittman)                                                                          | Young Bailey Bradford Storch Tracy Curry Richard Bembery                          | 3:58       |
| 6.  | «Xxplosive» (за участю Hittman, Kurupt, Nate Dogg і Six-Two)                                             | Young Bailey Ricardo Brown Craig Longmiles Nathaniel Hale Chris Taylor            | 3:35       |
| 7.  | «What's the Difference» (за участю Eminem та Xzibit)                                                     | Bradford Alvin Joiner Mathers Bembery Stefan Harris                               | 4:04       |
| 8.  | «Bar One (Skit)» (за участю Traci Nelson, Ms. Roq, і Едді Гріффіна)                                      |                                                                                   | 0:50       |
| 9.  | «Light Speed» (за участю Hittman)                                                                        | Young Bailey Brown                                                                | 2:41       |
| 10. | «Forgot About Dre» (за участю Eminem)                                                                    | Mathers                                                                           | 3:42       |
| 11. | «The Next Episode» (за участю Snoop Dogg, Nate Dogg і Kurupt)                                            | Young Brown Bailey Bradford Broadus                                               | 2:41       |
| 12. | «Let's Get High» (за участю Hittman, Kurupt і Ms. Roq)                                                   | Young Bailey Mathers Brown Racquel Weaver                                         | 2:27       |
| 13. | «Bitch Niggaz» (за участю Snoop Dogg, Hittman і Six-Two)                                                 | Young Bailey Bradford Broadus Longmiles                                           | 4:13       |
| 14. | «The Car Bomb (Skit)» (за участю Mel-Man і Charis Henry)                                                 |                                                                                   | 1:00       |
| 15. | «Murder Ink» (за участю Hittman і Ms. Roq)                                                               | Young Bailey Weaver                                                               | 2:28       |
| 16. | «Ed-Ucation» (за участю Eddie Griffin)                                                                   |                                                                                   | 1:32       |
| 17. | «Some L.A. Niggaz» (за участю Hittman, Defari, Xzibit, Knoc-turn'al, Time Bomb, King T, MC Ren і Kokane) | Young Bailey Joiner Duane Johnson, Jr. Royal Harbor Marquese Holder Roger McBride | 4:25       |
| 18. | «Pause 4 Porno (Skit)» (за участю Jake Steed)                                                            |                                                                                   | 1:32       |
| 19. | «Housewife» (за участю Kurupt і Hittman)                                                                 | Young Bailey Bradford Brown Curry                                                 | 4:02       |
| 20. | «Ackrite» (за участю Hittman)                                                                            | Young Bailey Bradford                                                             | 3:39       |
| 21. | «Bang Bang» (за участю Knoc-turn'al і Hittman)                                                           | Young Bailey Mathers Harbor                                                       | 3:42       |
| 22. | «The Message/Outro» (за участю Mary J. Blige і Rell)                                                     | Ryan Montgomery Robert Hall, Jr. Crystal Johnson                                  | 5:30       |

Примітки
- "The Watcher" містить додатковий вокал від Eminem і Knoc-Turn'al
- «Still D.R.E» був написаний Jay-Z.
- "What's the Difference" містить додатковий вокал від Phish.
- "The Next Episode" містить додатковий вокал від Kurupt і Nate Dogg.
- «Some L.A. Niggaz» містить незазначений вокал від Hittman.
- "The Message" містить прихований вокал Томмі Чонга.

Семпли
- «Lolo (Intro)» містить семпл «Deep Note» Джеймса А. Мурера.
- «Big Ego's» містить семпли «Theme from The Persuaders! Джона Баррі та «Love Don't Live Here Anymore» Rose Royce.
- «Xxplosive» містить семпл «Bumpy's Lament» від Soul Mann & the Brothers і інтерполює «Ain't No Fun (If the Homies Can't Have None)» від Snoop Dogg.
- «Яка різниця» містить семпл «Parce Que Tu Crois» Шарля Азнавура.
- «Bar One (Skit)» містить семпл «Poundin'» від Кеннонболл Еддерлі.
- «Light Speed» містить семпл «I'm Still #1» від Boogie Down Productions.
- «Forgot About Dre» містить семпл «The Climb» від No Doubt.
- «The Next Episode» містить повторені елементи «The Edge» Девіда Маккаллума.
- «Let's Get High» містить семпли «Backstrokin'» «The Fatback Band» і «High» Skyy.
- «Bitch Niggaz» містить семпл «Top Billin'» від Audio Two.
- «The Car Bomb (Skit)» містить семпл «Time Is Passing» від Sun.
- «Murder Ink» містить фрагменти «Halloween Theme» Джона Карпентера та «Here Comes the Hotstepper» Іні Камозе.
- «Ed-Ucation» містить семпли «Diamonds Are Forever» Франка Пурселя.
- «Housewife» інтерполює «Bitches Ain't Shit» доктора Дре.

## Чарти
| Чарт (1999–2015)                                     | Найвища позиція |
| ---------------------------------------------------- | --------------- |
| Австралія Australian Albums (ARIA)                   | 26              |
| Бельгія Belgian Albums (Ultratop Flanders)           | 13              |
| Бельгія Belgian Albums (Ultratop Wallonia)           | 36              |
| Канада Canadian Albums (Billboard)                   | 3               |
| Нідерланди Dutch Albums (MegaCharts)                 | 17              |
| Франція French Albums (SNEP)                         | 15              |
| Німеччина German Albums (Offizielle Top 100)         | 20              |
| Ірландія Irish Albums (IRMA)                         | 7               |
| Нова Зеландія New Zealand Albums (Recorded Music NZ) | 11              |
| Норвегія Norwegian Albums (VG-lista)                 | 26              |
| Шотландія Scottish Albums (OCC)                      | 7               |
| Швейцарія Swiss Albums (Schweizer Hitparade)         | 36              |
| Велика Британія UK Albums (OCC)                      | 4               |
| Велика Британія UK R&B Albums (OCC)                  | 1               |
| США Billboard 200                                    | 2               |
| США Top Catalog Albums (Billboard)                   | 32              |
| США Top R&B/Hip-Hop Albums (Billboard)               | 1               |

| Чарт (2022)                                        | Найвища позиція |
| -------------------------------------------------- | --------------- |
| Данія Danish Albums (Hitlisten)                    | 40              |
| Фінляндія Finnish Albums (Suomen virallinen lista) | 27              |
| Швейцарія Swiss Albums (Schweizer Hitparade)       | 26              |

| Чарт (2000)                           | Найвища позиція |
| ------------------------------------- | --------------- |
| Belgian Albums (Ultratop Flanders)    | 28              |
| Canadian Albums (Nielsen SoundScan)   | 11              |
| Dutch Albums (Album Top 100)          | 30              |
| European Albums (Music & Media)       | 34              |
| French Albums (SNEP)                  | 41              |
| German Albums (Offizielle Top 100)    | 45              |
| New Zealand Albums (RMNZ)             | 19              |
| UK Albums (OCC)                       | 39              |
| US Billboard 200                      | 5               |
| US Top R&B/Hip-Hop Albums (Billboard) | 1               |

| Чарт (2001)                             | Найвища позиція |
| --------------------------------------- | --------------- |
| Canadian R&B Albums (Nielsen SoundScan) | 71              |
| Canadian Rap Albums (Nielsen SoundScan) | 34              |
| French Albums (SNEP)                    | 91              |
| UK Albums (OCC)                         | 66              |
| US Billboard 200                        | 154             |

| Чарт (2019)                        | Найвища позиція |
| ---------------------------------- | --------------- |
| Belgian Albums (Ultratop Flanders) | 119             |

| Чарт (2020)                        | Найвища позиція |
| ---------------------------------- | --------------- |
| Belgian Albums (Ultratop Flanders) | 117             |

| Чарт (2021)                        | Найвища позиція |
| ---------------------------------- | --------------- |
| Belgian Albums (Ultratop Flanders) | 124             |

| Чарт (2022)                           | Найвища позиція |
| ------------------------------------- | --------------- |
| Australian Albums (ARIA)              | 71              |
| Belgian Albums (Ultratop Flanders)    | 83              |
| Belgian Albums (Ultratop Wallonia)    | 169             |
| Swiss Albums (Schweizer Hitparade)    | 78              |
| US Billboard 200                      | 135             |
| US Top R&B/Hip-Hop Albums (Billboard) | 92              |

| Чарт (2000s)                          | Найвища позиція |
| ------------------------------------- | --------------- |
| US Billboard 200                      | 17              |
| US Top R&B/Hip-Hop Albums (Billboard) | 1               |